# Лэнд, Эдвин Герберт
Эдвин Герберт Лэнд (англ. Edwin Herbert Land; 7 мая 1909, Бриджпорт, штат Коннектикут — 1 марта 1991, Кембридж, штат Массачусетс) — американский учёный и изобретатель, основатель корпорации Polaroid. Он стал первым, кто использовал принципы поляризации во многих потребительских товарах и изобрёл одноступенный фотопроцесс. По количеству полученных патентов на изобретения — 535 — уступал только Томасу Эдисону.
Член Национальной академии наук США (1953), иностранный член Лондонского королевского общества (1986).

## Карьера
Его дедушка и бабушка Соломоновичи (еврейского происхождения) эмигрировали в США из Российской Империи в 1880-х годах. С раннего детства Эдвин Лэнд экспериментировал со светом, калейдоскопами и стереоскопами, что позволило ему уже в 1929 году, будучи студентом Гарвардского университета, разработать и сконструировать первый в мире поляризующий материал для коммерческих нужд.

## Лаборатории Лэнда — Уилрайта
В 1932 году Лэнд совместно с Уилрайтом, преподавателем Гарвардского университета и выходцем из богатой семьи, основал компанию для коммерциализации материала для солнечных очков и светофильтров фотоаппаратов. Впоследствии появились и другие инвесторы.

## Корпорация Polaroid
В 1937 году компания была переименована в «Polaroid», и первая пара очков была продана уже в конце 1930-х годов. Спрос возрастал, и вскоре продукция «Polaroid» пересекла границы Европы и Азии. 
В 1948 году фирма «Polaroid» запускает производство фотоматериалов одноступенного процесса и фотоаппаратов для моментальной фотографии, выдающих готовый снимок сразу после съёмки.
Фотокомплекты нового типа состояли из светочувствительного материала, приёмной бумаги и капсул с проявляюще-фиксирующей пастой. Процесс проявления запускается сразу после съёмки, давая готовый позитив через несколько секунд. Цветные фотоматериалы одноступенного процесса, поступившие на рынок в 1962 году, также изобретены Лэндом.
В начале 1970-х годов занялся созданием интегральных комплектов для моментальной фотографии, не требующих разделения негатива и позитива после проявления. Новая серия фотоматериалов и фотоаппараты для них получили название Polaroid SX-70.
В 1975 году Лэнд перешел с поста президента компании на пост исполнительного директора (CEO), в 1980 году перешел на пост председателя совета директоров Polaroid. 
В 1982 году покинул совет директоров и ушел из компании после коммерческого провала новой разработки — цветной любительской киноплёнки одноступенного процесса Polavision.

## Последние годы жизни
После ухода из «Polaroid» он основал в 1980 году Институт науки Роуленда, в котором проводились исследования по биологии, физике и химии. После смерти все его бумаги и заметки были уничтожены личным помощником.

## Награды
В число наград входят:
- Медаль Эллиота Крессона (1938)
- Медаль Джона Скотта (1938)
- Премия Румфорда (1945)
- Медаль Холли (1948)
- Медаль и премия Дадделла (1949)
- Медаль Говарда Поттса (1956)
- Медаль прогресса (Королевское фотографическое общество) (1957)
- Медаль прогресса (Фотографическое общество Америки) (1960)
- Премия Уильяма Проктера за научные достижения (1963)
- Президентская медаль Свободы (1963)
- Медаль Фредерика Айвса (1967)
- Национальная научная медаль США (1967)
- Премия памяти Рихтмайера (1971)
- Премия основателей NAE (1972)
- Медаль Перкина (1974)
- Золотая медаль SPIE (1979)
- Премия Гарольда Пендера (1979)
- Премия Харви (1979)
- Национальная медаль США в области технологий и инноваций (1988)

В 1951—1954 годах был президентом Американской академии искусств и наук.

## Память
В его честь названа медаль Эдвина Лэнда.